# Blaulichtmuseum Beuster
Das Blaulichtmuseum Beuster ist ein Automuseum in Sachsen-Anhalt.

## Geschichte
Das Museum wurde 2002 eröffnet. Es befindet sich im Ortsteil Beuster der Stadt Seehausen. Auf dem Gelände befand sich vorher ein Stützpunkt der örtlichen LPG. Das Museum ist im Sommer täglich geöffnet, im Winter an fünf Tagen pro Woche.

## Ausstellungsgegenstände
Das Museum stellt etwa 32 Autos, 56 Lastkraftwagen und Omnibusse, 3 Motorräder und weitere Sonderfahrzeuge von Polizei und Feuerwehr.
Außerdem gibt es einen Konsum-Einkaufsladen.

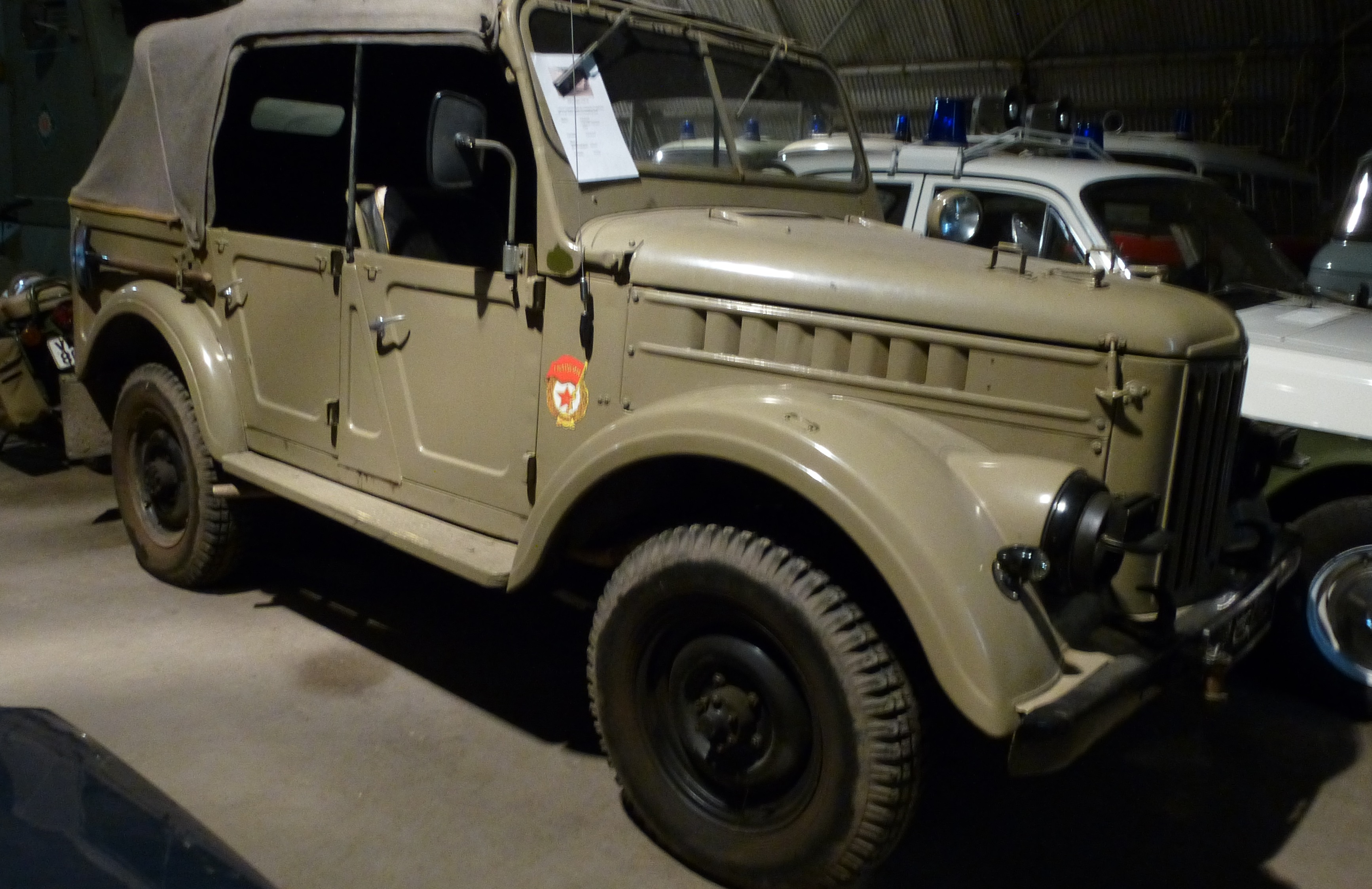
GAZ-69
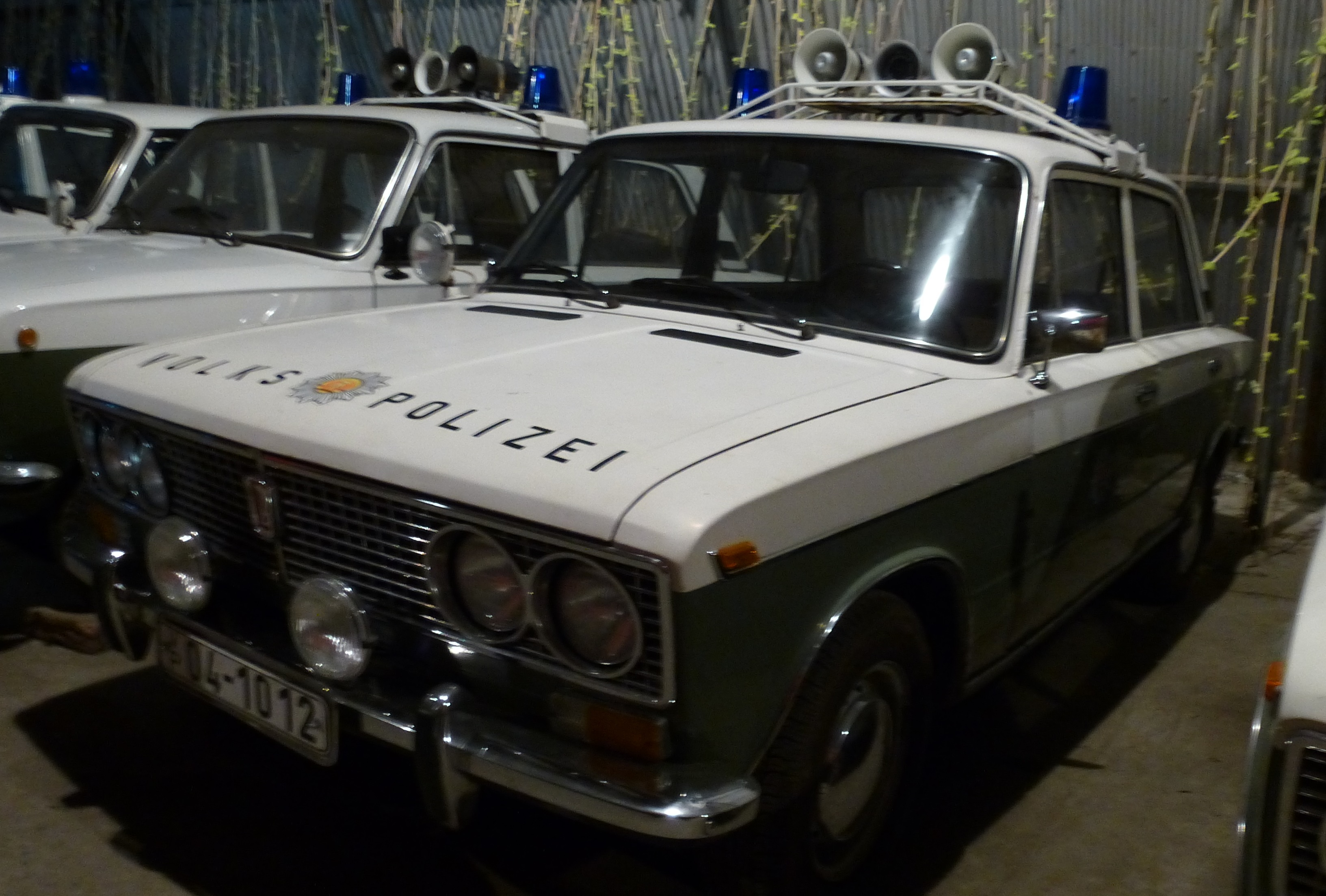
Lada
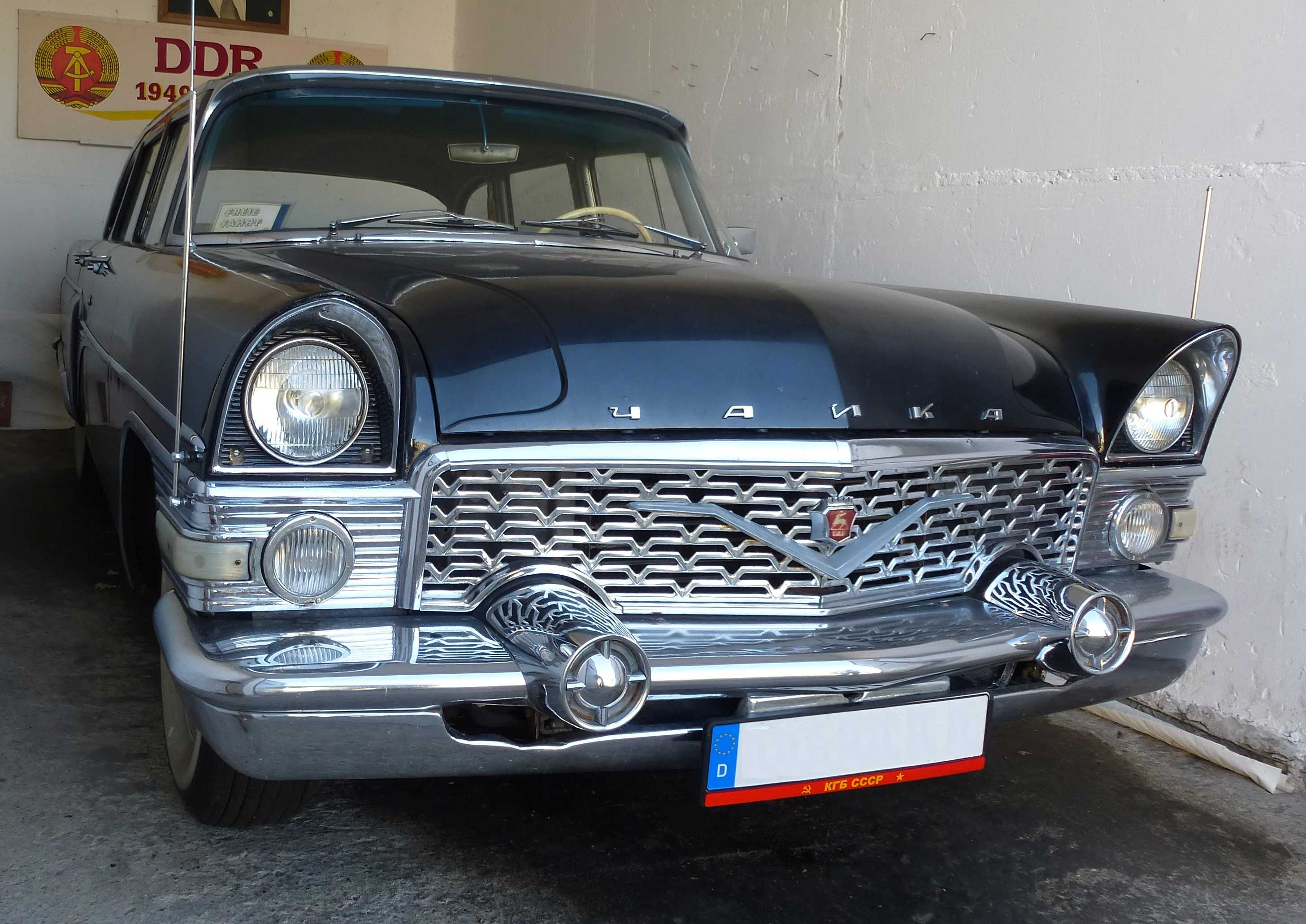
GAZ-13 Tschaika
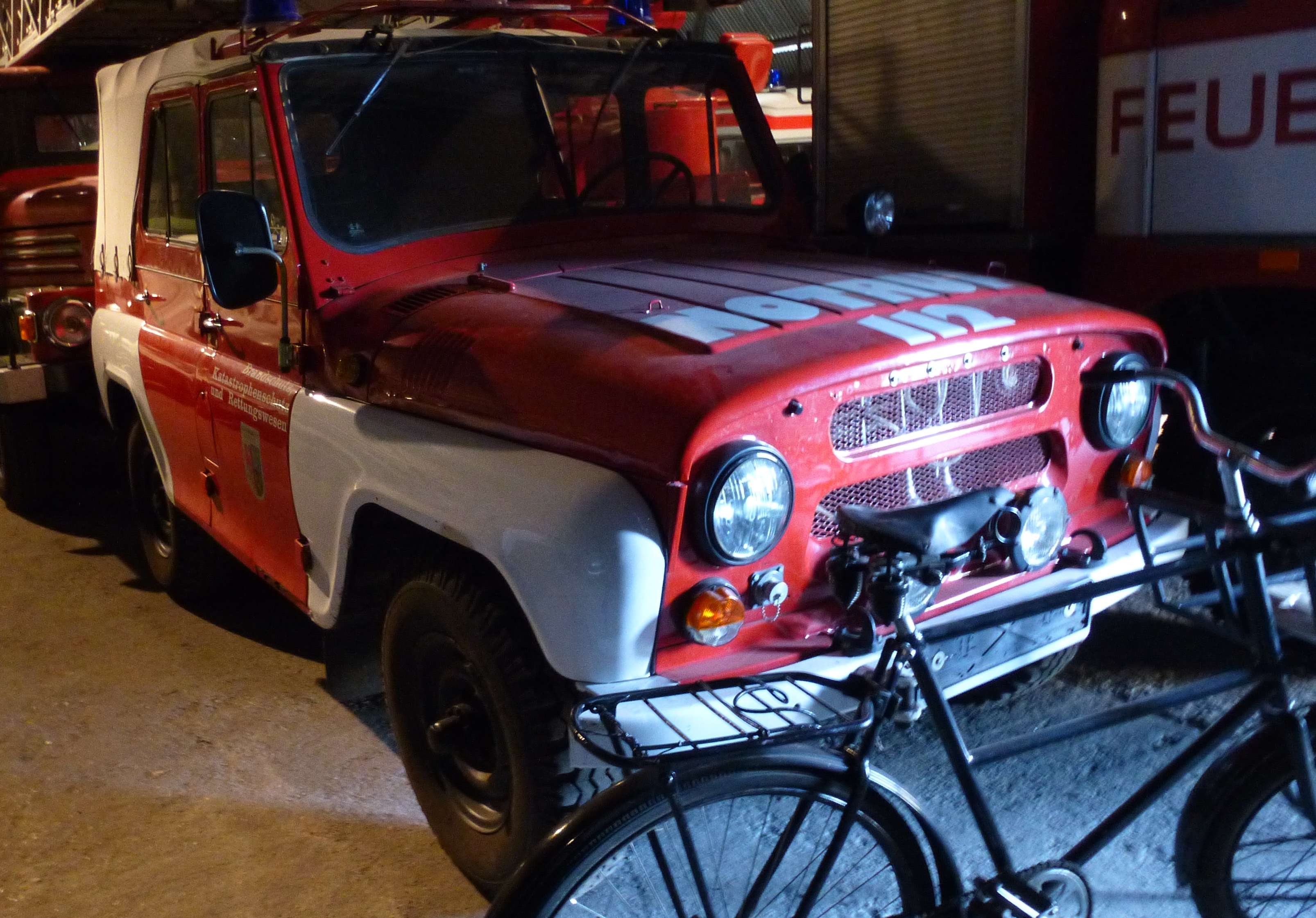
UAZ-469
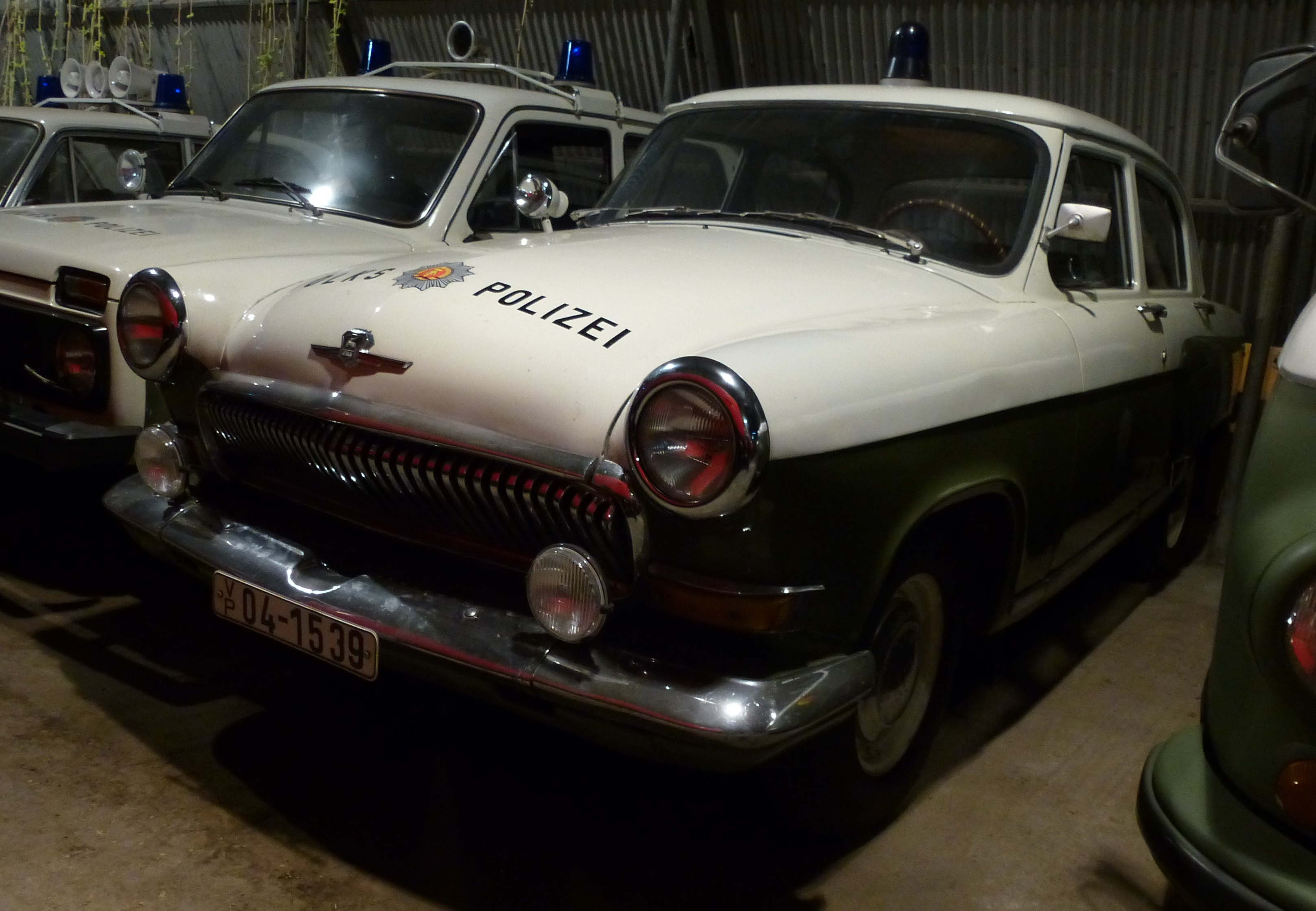
GAZ M-21 Wolga